# Šembije
Šembije je naselje na Krasu v Občini Ilirska Bistrica. Nahajajo se med Knežakom in Ilirsko Bistrico ob stranski cesti Pivka-Ilirska Bistrica. Šembije so znane v avtomobilizmu, ker je v vasi cilj tradicionalne gorske hitrostne dirke iz Ilirske Bistrice. Ta poteka že od leta 1994, od 2007 pa velja tudi za evropsko prvenstvo (prej GHD Ferrari od 2011 GHD Ilirska Bistrica). 
Vas je primerno izhodišče za obisk Volovje rebri, ki se začenja samo kilometer vzhodno. Greben je bil del meje med Italijo in Kraljevino SHS določene po Rapalski pogodbi, zato je bil kot naravna pregrada dobro utrjen. Ostanki kavern in bunkerjev so vidni še danes, čeprav jih je bila večina poškodovanih v času, ko je bil pod grebenom tankovski poligon JLA. 

## Zgodovina
V bližini vasi je ostanek gradišča, sama vas naj bi nastala okoli leta 1200. Legenda govori o lakomni grofici Šembilji, po kateri naj bi vas tudi dobila ime.
Iz Zbirke spominov Franeta Vrha - »Kjeca«  (1928 – 2006) je razbrati, da je bilo pred sto leti je bilo v vasi 54 hišnih številk in 325 prebivalcev. Pred drugo svetovno vojno je bilo v vasi 409 prebivalcev, 146 glav živine, od tega 82 krav, 9 parov volov, in 23 parov konj, pa tudo okoli 300 ovac. Takrat je bilo 32 furmanov, ki so večinoma vozili bukovino. Ženske so v tistem času veliko odhajale za služkinje v Trst ali na Reko.V letih 1954-55 je v iskanju boljše prihodnosti zapustilo 43 vaščanov. Danes je v vasi nekaj preko 200 prebivalcev.